# Bluestack Mountains
De Bluestack Mountains (Na Cruacha Gorma in het Iers) is de belangrijkste heuvelgroep in het zuiden van de County Donegal in West-Ulster in Ierland. Zij vormen een bijna ondoordringbare grens tussen het zuiden van de county, met Donegal Town en Ballyshannon, en de steden in het noorden en het westen, zoals Dungloe en Letterkenny.